# Roman Ambrožič
Roman Ambrožič, slovenski veslač, * 14. september 1973, Bled. 
Ambrožič je za Jugoslavijo nastopil na Poletnih olimpijskih igrah 1988 v Seulu, kjer je v dvojcu s krmarjem v vlogi krmarja s Sašom Mirjaničem in Milanom Janšo osvojil osmo mesto.